# Jeórjiosz Cítasz
Jeórjiosz Cítasz (Törökország, İzmir, 1872. –?) olimpiai ezüstérmes görög birkózó.
Az 1896. évi nyári olimpiai játékokon indult birkózásban. Az első fordulóban nem volt mérkőzése. A második fordulóban a honfitársa, Sztéfanosz Hrisztópulosz ellen nyert és jutott a döntőbe. Ott kikapott a német Carl Schuhmanntól. Már majdnem 40 perce küzdöttek egymással, mikor a bírók félbeszakították és elhalasztották a mérkőzést másnapra, ugyanis a nap már lemenőben volt. Másnap reggel folytatódott a küzdelem, és Schuhmann hamarosan megszerezte a győzelmet.